# Семеновка (Брейтовский район)
Семеновка — деревня в Брейтовском районе Ярославской области. Входит в состав Брейтовского сельского поселения.

## География
Находится в северо-западной части Ярославской области на расстоянии приблизительно 16 км на юг-юго-запад по прямой от административного центра района села Брейтово.

## История
Была отмечена еще на карте 1798 года. В 1898 году здесь было учтено 15 дворов.

## Население
Численность населения: 34 человека (русские 100 %) в 2002 году, 17 в 2010.